# Der Angriff
Der Angriff è stato un giornale tedesco del partito nazionalsocialista, stampato dal 1927 al 1945.

## Storia

### Fondazione, posizioni politiche e chiusura
Il giornale venne fondato nel 1927 da Joseph Goebbels, che l'anno precedente era diventato il leader del partito nazista (Gauleiter) a Berlino, proprio il partito fornì la maggior parte dei soldi necessari per garantirne la pubblicazione. Il giornale venne fondato con l'obiettivo di "radunare" i membri dell'NSDAP durante i quasi due anni di divieto di manifestazioni a Berlino. Il Der Angriff venne concepito come un giornale a diffusione di massa che si opponeva al "sistema" utilizzando un linguaggio rude e aggressivo, esso stesso si definiva apertamente antiparlamentarista e antisemita. Gli autori principali furono i funzionari del partito; mentre gli articoli più importanti venivano solitamente scritti fino al 1933 dal direttore Goebbels, e firmati "Dr. G.". Willi Krause, con lo pseudonimo di Peter Hagen, fu il suo primo caporedattore; gli succedette prima Julius Lippert, poi nel 1933 Karoly Kampmann, e dal 1935, il fidato amico di Goebbels, Hans Schwarz van Berk. Un'ulteriore punto di forza del giornale erano le caricature politiche realizzate da Hans Schweitzer.

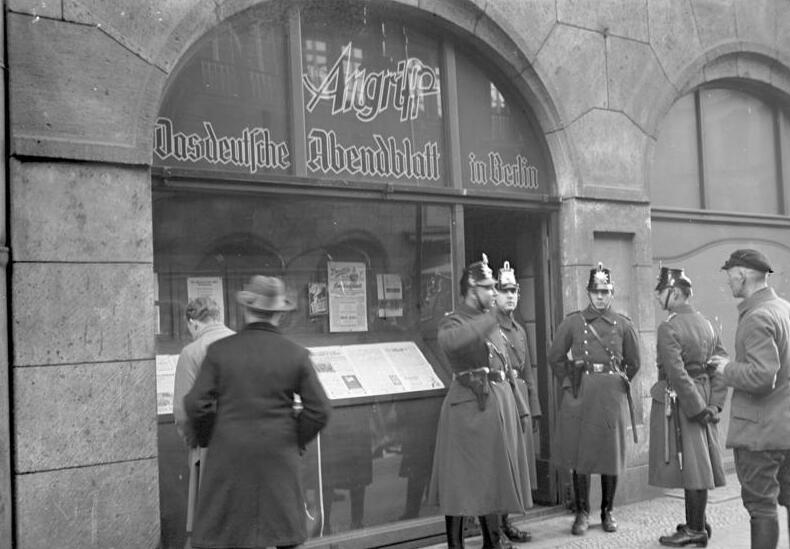
Poliziotti a Berlino nel 1932 davanti agli uffici del quotidiano Der Angriff.

Il Der Angriff fu pubblicato per la prima volta il 4 luglio 1927, con il motto "Per gli oppressi contro gli sfruttatori". Inizialmente veniva distribuito una volta alla settimana, poi due volte a partire dal 1º ottobre 1929, fino a diventare un quotidiano il 1º novembre dell'anno successivo, mentre dal 1º ottobre 1932 iniziò a essere pubblicato due volte al giorno. Si caratterizzò principalmente per la propaganda nazionalsocialista contro la Repubblica di Weimar e per gli articoli antisemiti e razzisti. Furono anche effettuati degli attacchi, come quello al vicepresidente ebreo della polizia di Berlino, Bernhard Weiß, motivo per cui il 4 febbraio 1931 il giornale fu temporaneamente bandito da Albert Grzesinski, l'allora capo della polizia della città. Dopo che i nazisti, il 30 gennaio 1933, presero il potere, l'importanza del giornale diminuì lentamente. Invece quando gli alleati iniziarono la campagna di bombardamenti contro Berlino, la circolazione fu aumentata perché doveva "tenere alto il morale dei berlinesi". Il 19 febbraio 1945 il Der Angriff fu fuso con il Berliner Illustrierte Nachtausgabe. L'ultima edizione venne pubblicata il 24 aprile successivo.

### Tiratura
- 1944: 306 000
- 1939: 146 694
- 1932: 110 600
- 1931: 80 000
- 1930: 60 000
- 1927: 2 000

Nel 1932, la redazione aveva sede in un edificio commerciale sito al 106 di Wilhelmstrasse. Nel 1934 essa venne spostata nella vicina Zimmerstrasse, in quel posto è stata affissa una targa commemorativa sul muro, che recita: "Parti dell'apparato di propaganda (in riferimento ai nazionalsocialisti) erano qui collocate".
La diffusione del giornale fu ridotta durante i primi tre anni, ma crebbe notevolmente dopo le elezioni del Reichstag del settembre 1930. Alla fine di quell'anno il quotidiano contava circa 60000 lettori, per poi passare a 110600 alla vigilia delle elezioni del Reichstag del luglio 1932, e a 306000 nel 1944.

## Nella cultura di massa
- Nel film Casablanca del 1942, un civile nazista che Rick esclude dal suo casinò dice con rabbia che avrebbe riferito l'accaduto al Der Angriff.
- Nell'episodio del 1968 "War Take a Holiday" della sitcom Gli eroi di Hogan, il colonnello Hogan usa una falsa copia del Der Angriff per perpetrare una bufala secondo cui è stato dichiarato un armistizio.